# ЛСП (населённый пункт)
ЛСП (каз. ЛСП) — упразднённый населённый пункт в Зайсанском районе Восточно-Казахстанской области Казахстана. Входил в состав сельского округа Сарытерек. Код КАТО — 634643613. Ликвидирован в 2009 г.

## Население
В 1999 году население населённого пункта составляло 20 человек (9 мужчин и 11 женщин). По данным переписи 2009 года, в населённом пункте проживали 4 человека (3 мужчины и 1 женщина).